# Narayanganj (zila)
Narayanganj is een district (zila) in de divisie Dhaka van Bangladesh. bij de volkstelling van 2020 had het district 4 miljoen inwoners op een een oppervlakte van 684 km². De hoofdstad is de stad Narayanganj.
Narayanganj is onderverdeeld in 5 upazila/thana (subdistricten), 47 unions, 1374 dorpen en 2 gemeenten.